# Deux Dangers publics
Pour plus de détails, voir Fiche technique et Distribution.
Deux Dangers publics (I due pericoli pubblici) est un film italien, réalisé par Lucio Fulci, sorti en 1964.

## Synopsis
après avoir fait échouer un hold up , les 2 escrocs partent au paradis pour dérober l'auréole de Saint-Pierre.

## Fiche technique
Sauf indication contraire, les informations mentionnées dans cette section peuvent être confirmées par la base de données cinématographiques IMDb,  présente dans la section « Liens externes ».
- Titre français : Deux Dangers publics[1]
- Titre original : I due pericoli pubblici
- Réalisation : Lucio Fulci
- Scénario : Castellano et Pipolo, Lucio Fulci
- Photographie : Alfio Contini
- Montage : Ornella Micheli (it)
- Décors : Nedo Azzini (it)
- Musique : Piero Umiliani
- Sociétés de production : Aster Cinematografica
- Pays de production :  Italie
- Langue de tournage : italien
- Format : Noir et blanc - 1,66:1 - Son mono - 35 mm
- Genre : Comédie
- Durée : 90 minutes
- Dates de sortie :
  - Italie : 31 décembre 1964
  - France : 1er avril 1966[1]

## Distribution
- Franco Franchi : Franco Introlia
- Ciccio Ingrassia : Ciccio Introlia
- Margaret Lee : Floriana
- Linda Sini : Dora
- Riccardo Garrone : le baron
- Luciana Angiolillo
- Mino Doro
- Corrado Olmi
- Ignazio Leone
- Gianni Dei
- Alfredo Libassi